# Constant Troyon

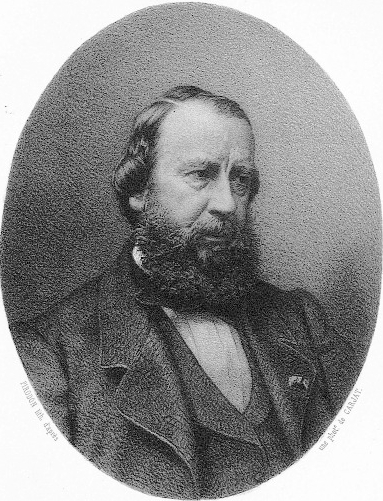
Constant Troyon im Jahre 1865

Constant Troyon (* 28. August 1810 in Sévres bei Paris; † 21. Februar 1865 in Paris) war ein französischer Landschafts- und Tiermaler, der der Schule von Barbizon zugerechnet wird.

## Leben
Troyon arbeitete in jungen Jahren als Porzellanmaler in der berühmten Manufaktur seiner Heimatstadt, in der auch sein Vater tätig war. Mit 21 begann er, als Landschaftsmaler umherzuziehen. Er wurde Schüler von Camille Roqueplan, der ihn mit Théodore Rousseau, Jules Dupré und anderen Malern der Schule von Barbizon bekannt machte.
1846 sah Troyon in Den Haag das Gemälde Der junge Stier von Paulus Potter, das einen nachhaltigen Eindruck bei ihm hinterließ. In seinen Studien dieses Bildes, der Landschaften von Aelbert Cuyp und der Meisterwerke Rembrandts entwickelte Troyon einen neuen Stil und eine Meisterschaft in der Darstellung von Tieren, mit der er bald internationale Erfolge verzeichnen konnte. Er erhielt etliche Auszeichnungen, und Napoléon III. gehörte zu seinen Bewunderern.
Seine besten Werke entstanden zwischen 1850 und 1864. Constant Troyon, der unverheiratet blieb, starb 1865 in Paris nach einer Periode geistiger Umnachtung. Seine Mutter, die ihn überlebte, stiftete den Troyon-Preis für Tierdarstellungen der École des Beaux-Arts. Zu den Schülern Troyons zählt Émile van Marcke. Seine Werke wurden auch durch grafische Reproduktionen bekannt und beeinflussten deutsche Tiermaler wie Anton Braith und Christian Mali.

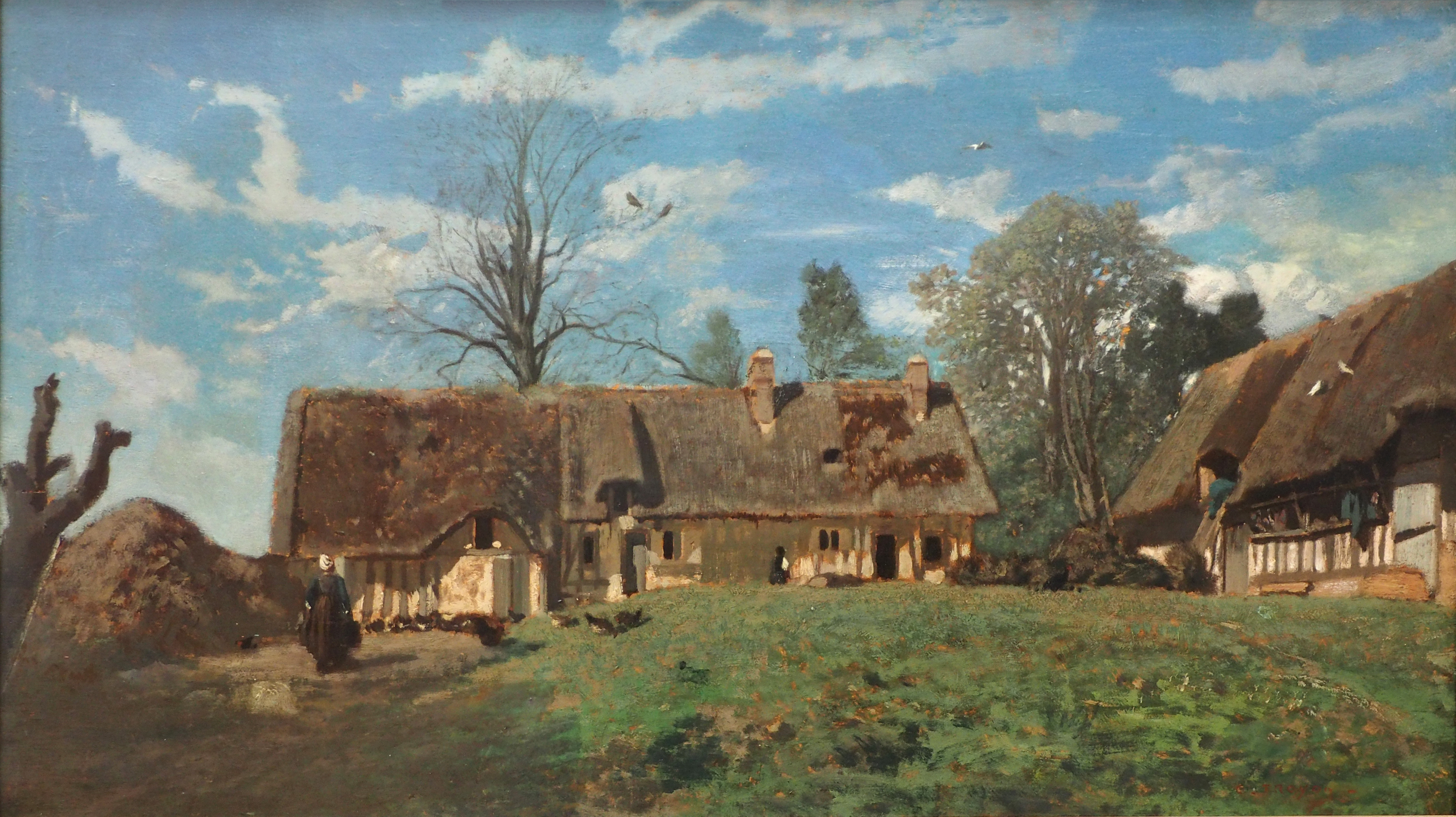
Bauernhof in der Normandie Niedersächsisches Landesmuseum Hannover
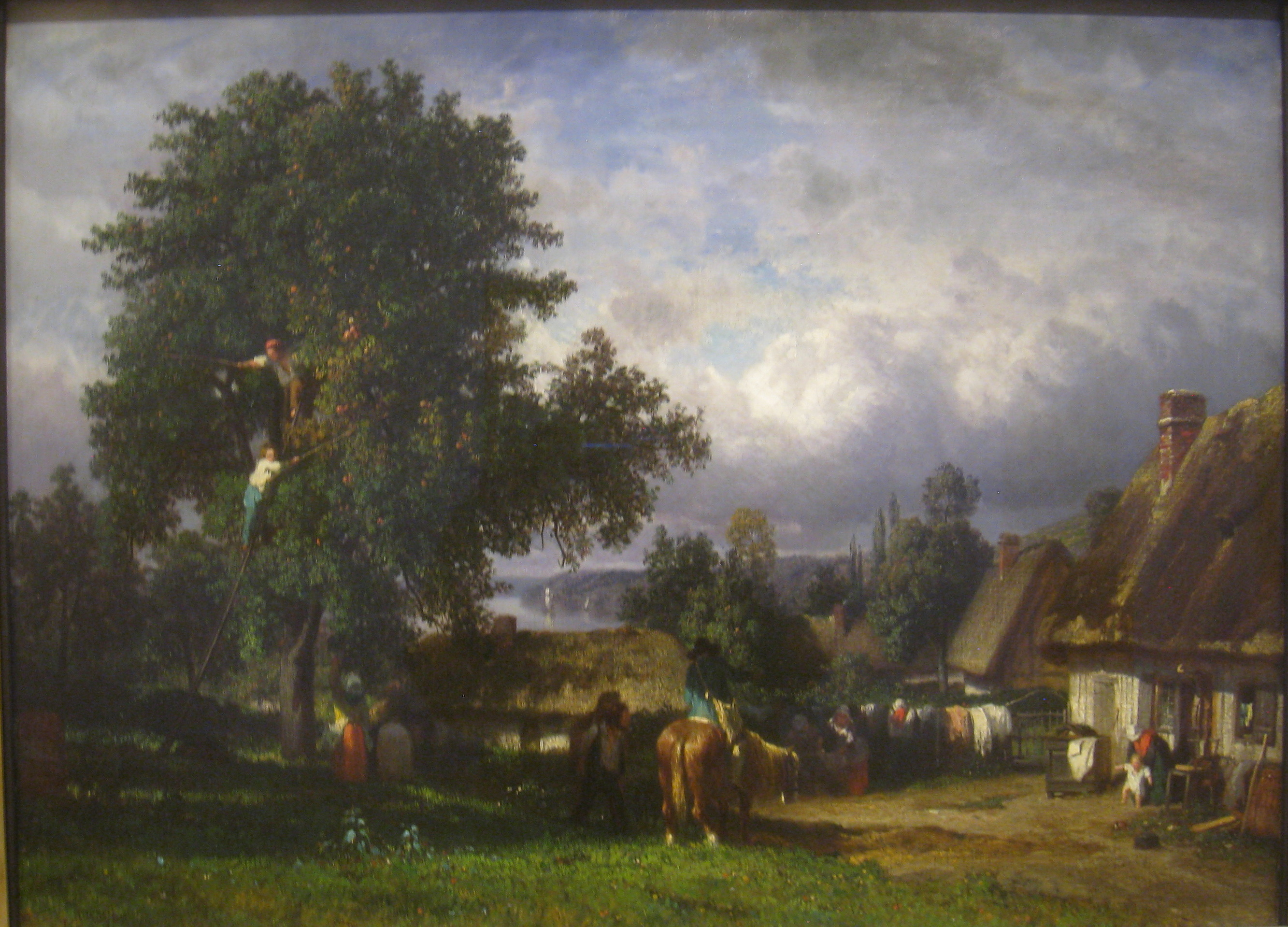
Apfelernte Worcester Art Museum
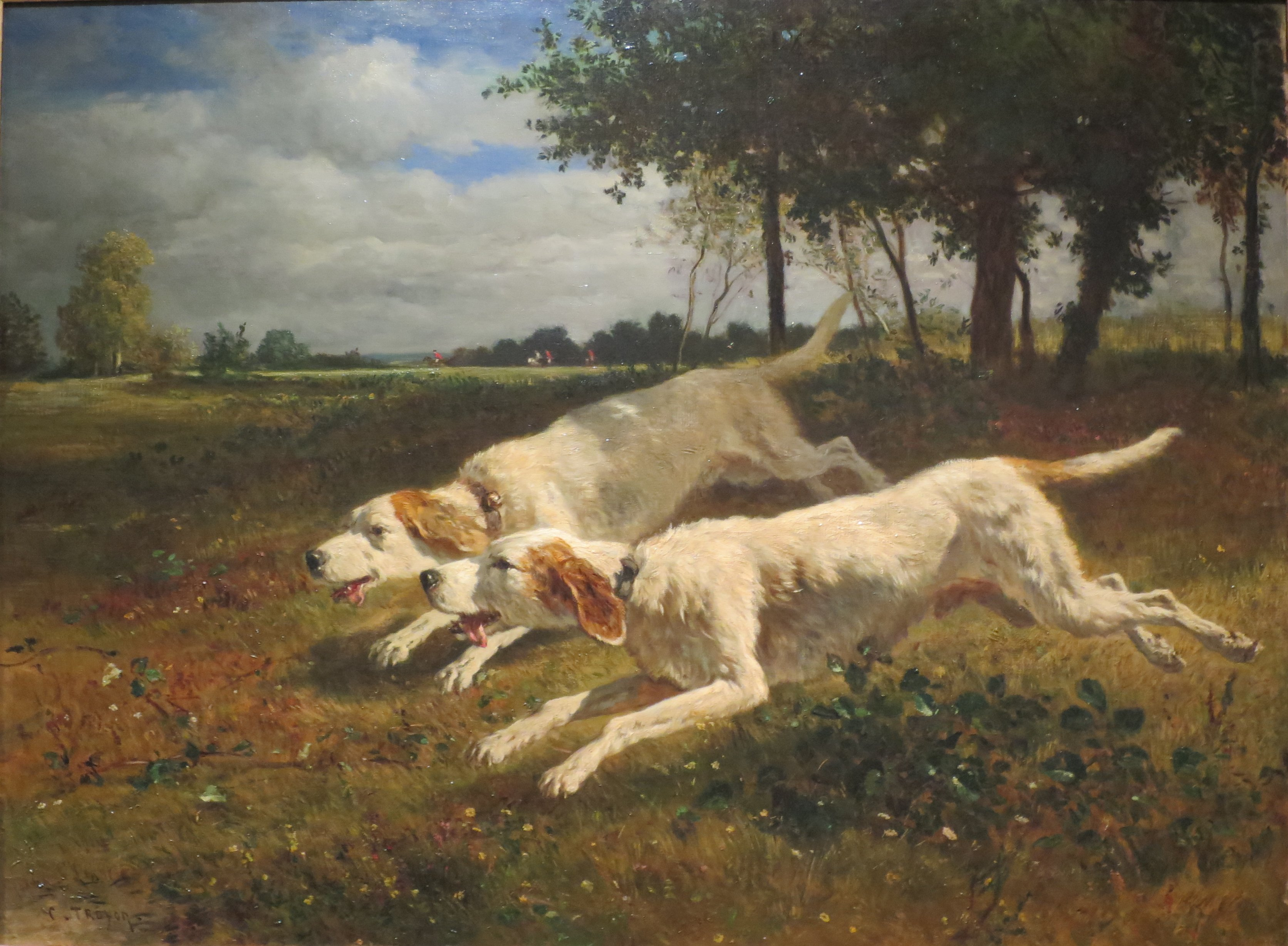
Laufende Hunde Puschkin-Museum Moskau
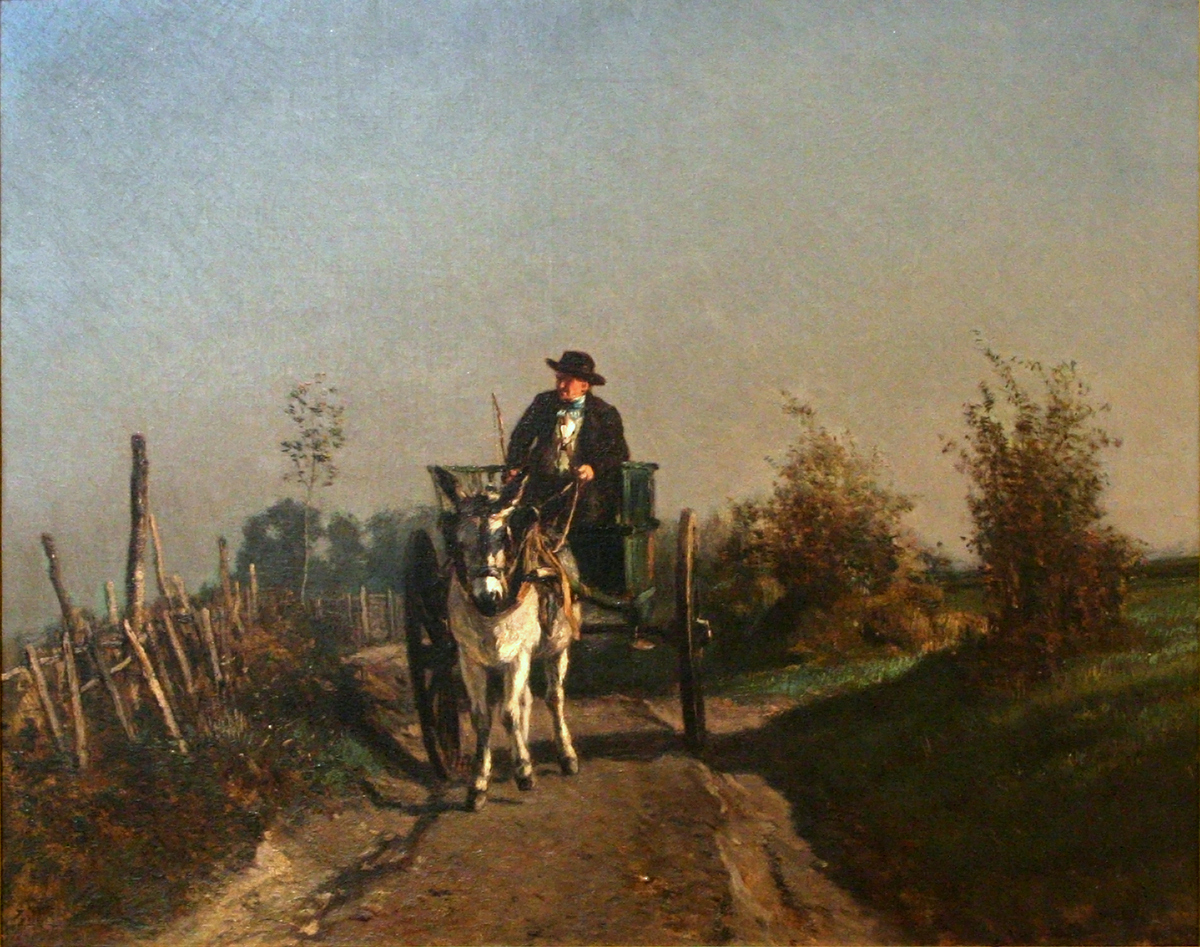
Farmer in seinem Wagen Musée de Tessé Le Mans